# Bohmte
Bohmte település Németországban, azon belül Alsó-Szászország tartományban. Lakosainak száma 13 019 fő (2023. december 31.). Bohmte Stemshorn, Stemwede, Bad Essen, Ostercappeln, Neuenkirchen-Vörden, Damme és Hüde községekkel határos.

## Népesség
A település népességének változása:
| Lakosok száma | 12 637 | 12 634 | 12 612 | 12 689 | 12 741 | 13 013 | 13 019 |
|               | 2015   | 2016   | 2017   | 2019   | 2021   | 2022   | 2023   |